# Jerzy Fuchs
Jerzy Fuchs (ur. ok. 1920 w Gdańsku, zm. 1942 w Treblince) – polski malarz pochodzenia żydowskiego.

## Życiorys
Po ukończeniu szkoły średniej wyjechał do Paryża, gdzie studiował w École nationale supérieure des beaux-arts. Po powrocie do Polski malował, w czasie rozpoczęcia II wojny światowej przebywał w Przygłowie k. Piotrkowa Trybunalskiego. W 1942 znalazł się w getcie skąd transportem został wywieziony do obozu zagłady w Treblince, gdzie zginął. Dorobek malarski Jerzego Fuchsa przepadł poza jednym, nieukończonym obrazem "Żydzi w kolejce po posiłek w Przygłowie", który po 1945 został przewieziony do Izraela.